# Hahnenkamp József
Hahnenkamp József (Fehéregyháza, Sopron megye, 1814. június 23. – Sopron, 1891. február 6.) katolikus elemi népiskolák igazgatója.

## Élete
12 éves korától kezdve négy évig kitűnő néptanító keze alatt készült elméletileg és gyakorlatilag a tanítói pályára. Innét 1832 májusában Győrbe utazott, ahol tanítóképesítő oklevelet nyert, később még Bécsben is tett képesítő vizsgálatot. Mint segédtanító működött Felsőlászlón 1832-33-ig, Lajtaszentmiklóson 1833-tól 1839-ig, Szentjánoson (Mosony megye) 1838-ban, Széleskúton 1833-tól 1839-ig, Kismartonban a hg. Esterházy-iskolában 1839-tól 1842-ig. 1842. április 22-én Sopronban a katolikus népiskolához választották meg tanítónak. 1870-ben a katolikus fiúiskolák igazgatója lett. 1876-ban Ő Felsége az arany érdemkereszttel tüntette ki. 1881. november 29-én tartotta meg Sopron-városi ötvenéves szakadatlan működésének jubileumát. 1889. szeptember 1-jén nyugalomba lépett, 1891. február 6-án hunyt el.
Több tanügyi cikket írt a paedagogiai lapokba s az általa kiadott Értesítőkbe, nevét azonban ritkán írta cikkei alá.
Arcképe: fametszet a Soproni fiú- s leányiskolák Értesítőjében. 1891.

## Munkái
- Briefe aus dem Kinderleben für Schüler von Volksschulen. Oedenburg, 1845.
- Spruchbűchlein...Oedenburg, 1845.
- Gebet- und Gesangbuch für die kath. Schuljugend. Oedenburg, ... (6 kiadást ért.)
- Methodisch geordnete Stoffsammlung, und Sprach- und Aufsatzübungen für Volksschulen Oedenburg, 1852. (2. kiadás. Bécs, 1854. 3. k. Oedenburg, 1857. 8 kiadást ért.)
- Liederschatz für Schüler kath. Volksschulen. Oedenburg, 1859.
- Geschichte der allmählichen Entwickelung und Hebung der kath. Volksschulen in der k. Freistadt Oedenburg. Oedenburg, 1860.
- Ungarisches Elementar-, Lese- und Sprachbuch. Oedenburg, ... (2. kiadást ért.)
- Melodienbuch zum Gebet- und Gesangbuche für die kath. Schuljugend. Oedenburg. 1866.
- Verschiedene christ-katholische Kirchenlieder. Oedenburg, 1877.
- Prakt. deutsches Sprachbuch. Oedenburg. 1878.
- Schreib-Lese-Fibel. Oedenburg ... (2. kiadást ért.)